# Old Dailly
Old Dailly ist eine Streusiedlung in der schottischen Council Area South Ayrshire. Sie liegt rund 23 km südlich von Ayr und fünf Kilometer östlich von Girvan. Durch Old Dailly fließt der Penwhapple Burn, der Abfluss aus dem Penwhapple Reservoir, einem Stausee, welcher der Wasserversorgung von Girvan dient. Unmittelbar nördlich der Siedlung mündet der Penwhapple Burn in das Water of Girvan.

## Geschichte
Mit dem Baron’s Stone befindet sich ein Findling an einer Furt nahe der Ortschaft. Der markante, etwa zwölf Meter umfassende und geschätzt 37 Tonnen schwere Granitfels diente in der Vergangenheit als Versammlungsstätte und Gerichtsort. Old Dailly liegt im Einzugsgebiet von vier Festungen, Penkill Castle, Killochan Castle, Bargany House und Camregan Castle. Es entwickelte sich als landwirtschaftliche Siedlung. Außerdem wurde dort Stein abgebaut. In den 1760er Jahren wurde mit Dailly, auch New Dailly genannt, eine Plansiedlung fünf Kilometer nordöstlich aufgebaut. 1991 lebten 200 Personen in Old Dailly.

## Verkehr
Old Dailly liegt an der B734. Diese bindet sie Ortschaft im Westen an die A77 (Glasgow–Portpatrick) und im Süden an die A714 (Wigtown–Girvan) an. Der nächstgelegene Bahnhof befindet sich in Girvan. Mit dem Flughafen Glasgow-Prestwick befindet sich ein internationaler Verkehrsflughafen rund 30 km nördlich.